# Поцуоло дел Фриули
Поцуо̀ло дел Фриу̀ли (на италиански: Pozzuolo del Friuli; на фриулски: Puçui, Пучуй) е градче и община в Северна Италия, провинция Удине, автономен регион Фриули-Венеция Джулия. Разположено е на 67 m надморска височина. Населението на общината е 6909 души (към 2010 г.).